# Chow-Chow
Chow-Chow was een Belgische band in het midden van de jaren '80.

## Geschiedenis
De band begon onder de naam Chow-Chow en de Eskimo's en nam deel aan Humo's Rock Rally van 1982. De deelname draaide uit op een fiasco en kreeg amper aandacht.
In de editie van 1984 - met de band Elisa Waut als winnaars  - hadden ze meer succes en stootten ze door naar de finale.
Al snel volgde nu de eerste mini-lp Hide bij Antler. Voor de maxisingle This Is About Love werd een beroep gedaan op Luc Van Acker als producer. Het nummer groeide uit tot radiohit.
Het bleef echter bij één single en album voor Chow-Chow, dat eind 1985 ontbonden werd. Bea Van der Maat en andere bandleden duiken kort daarna op bij Won Ton Ton.

## Bandleden
- Bea Van der Maat (zang)
- Jan Biesemans (basgitaar)
- Ronny Timmermans (gitaar)
- Raf Ravijts (drums)

## Discografie

### Singles
- This Is About Love (1984)

### Album
- Hide (1984)[2]

- MusicBrainz: 1d5d9491-33af-4b22-a786-fce24a8df76c